# Križanke (album, Niet)
Križanke je sedmi album skupine Niet in njihov tretji album v živo. Izšel je leta 2009 pri založbi ZKP RTV Slovenija. Posnet je bil na koncertu v ljubljanskih Križankah na razprodanem vrnitvenem koncertu skupine. Album je izšel v obliki DVD-ja.

## Seznam pesmi
| Seznam pesmi |
| --- |
| 1. »Molk« 2. »Vijolice« 3. »Tvoje oči« 4. »Perspektive« 5. »Melanholija« 6. »Ni izhoda« 7. »Petek zvečer« 8. »Depresija« 9. »Sam« 10. »Strah in krik« 11. »Lep dan za smrt« 12. »Ruski vohun« 13. »Vsak dan se kaj lepega začne« 14. »Umiranje« 15. »Srečna mladina« 16. »Zastave« 17. »Sranje« 18. »Paranoja« 19. »Ritem človeštva« 20. »Izobčeni« 21. »Heroj« 22. »Strah« 23. »Bil je maj« 24. »Februar« 25. »Lep dan za smrt« 26. »Vijolice« |

## Sodelujoči

### Niet
- Borut Marolt — vokal
- Igor Dernovšek — kitara
- Robert Likar — kitara
- Aleš Češnovar — bas kitara, spremljevalni vokal
- Tomaž Bergant – Breht — bobni

### Gostje
- Borut Činč — klaviature
- Tanja Ukmar — vokal
- Marjetka Skoberne — violončelo

### Ostali
- Luka Jenko in Jasmin Ajkič — režija
- Matej Režek — video montaža